# Derby éternel (Croatie)
Pour les articles homonymes, voir Derby éternel.
La rivalité entre le Dinamo Zagreb et le Hajduk Split, se réfère à l'antagonisme entre les deux principaux clubs de football croatie, remportant à eux deux 25 des 27 éditions du championnat croate depuis sa création en 1991. 
Depuis sa naissance en 1945, le Dinamo joue dans le Stade Građanski puis à partir de 1948 dans le stade Maksimir basé dans la capitale croate Zagreb tandis le Hajduk voit le jour en 1911 et réside au Stade Stari plac puis à partir de 1979 au Poljud situé à Split, deuxième ville du pays.
À l'époque de la Yougoslavie, le Hajduk possédait un palmarès plus important que le Dinamo : neuf championnats de Yougoslavie et neuf coupes de Yougoslavie contre respectivement quatre et sept. Mais dans les compétitions croates, c'est le Dinamo qui détient le meilleur bilan avec vingt-quatre championnats et seize coupes de Croatie contre six championnats et huit coupes pour le club de Split.
Par ailleurs, le Dinamo et le Hajduk se sont fait remarquer sur la scène européenne. Le Dinamo remporte en 1967 la coupe des villes de foires (ancêtre de la Ligue Europa) après une finale perdue en 1963 tandis que le Hajduk atteint trois fois les quarts de finale de la Ligue des Champions et une fois les demi-finales de coupe des coupes en 1973.

## Navigation